# Jean Cazelles
Pour les articles homonymes, voir Cazelles.
Jean Cazelles, né le 31 août 1860 à Nîmes et décédé le 22 mars 1924, est un juriste et homme politique français.

## Biographie
Jean Cazelles est le fils d'Émile-Honoré Cazelles, médecin, philosophe et traducteur, préfet et ancien directeur de cabinet de Waldeck-Rousseau.
Cazelles est d’abord avocat à Marseille mais s’inscrit au barreau de Paris où il devient secrétaire de la conférence. Il garde de très bonnes relations avec les collaborateurs de son père.
Dès 25 ans, il fait son entrée en politique au conseil général du Gard et est nommé en juillet 1899 chef du cabinet civil du ministre de la Guerre, le général Gaston de Galliffet. Il reste à ce poste au changement de ministre, le général André prenant la suite de Galliffet. Toutefois, opposé, avec le capitaine Humbert et le commandant Targe, au fichage systématique des opinions politiques et religieuses des officiers, qu'André met en place au sein du ministère, il doit quitter le cabinet en juillet 1902.
Le 11 janvier 1920, il fut élu sénateur du Gard et remplira cette fonction jusqu’à la fin de sa vie.
Jean Cazelles s’intéressa fortement aux questions d’agriculture et de transports ce qui lui valut d’entrer au Conseil Supérieur d’Agriculture et au Comité consultatif des chemins de fer. Il fut très prolifique dans les Commissions sénatoriales de l’armée et des chemins de fer et des transports.
Il mourut des suites de maladie le 22 mars 1924 et le Président en personne, Gaston Doumergue, prononça son éloge funèbre. Jean Cazelles a légué la bibliothèque de son père Émile-Honoré Cazelles à la commune de Saint-Gilles (Gard).

## Sources
1. ↑  Thuillier 2002, p. 375.

- « Jean Cazelles », dans le Dictionnaire des parlementaires français (1889-1940), sous la direction de Jean Jolly, PUF, 1960 [détail de l’édition]
- Jean-Pierre Cobies (éd.), Index Bio-bibliographicus notorum hominum, corpus alphabeticum, vol. 34, Osnabrück, Biblio verlag, 1985.
- Guy Thuillier, « Aux origines de l'affaire des fiches (1904) : le cabinet du général André », La Revue administrative, Paris, Presses universitaires de France, no 328,‎ juillet-août 2002, p. 372-381 (JSTOR 40774826).